# VDL SB250

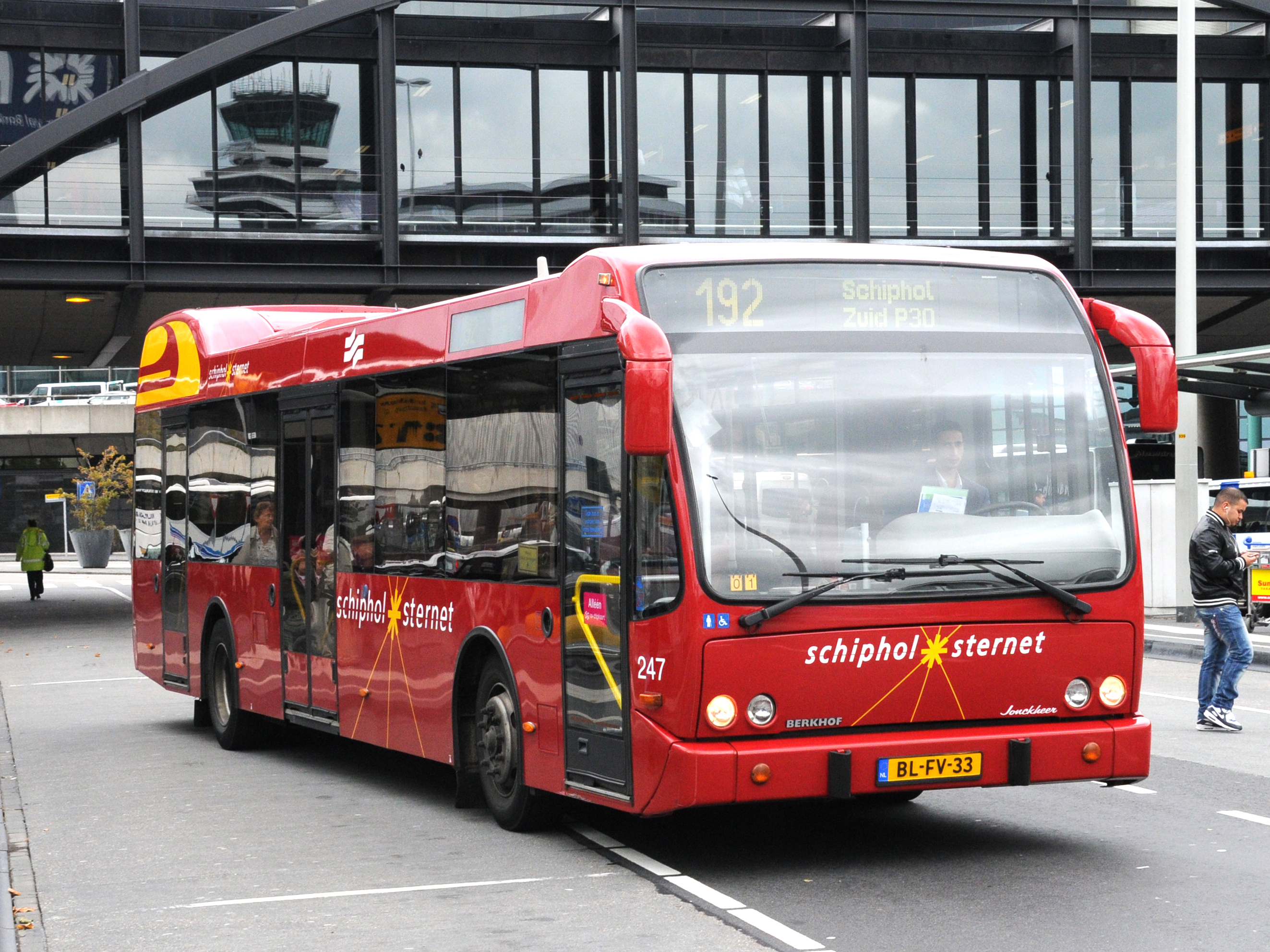

O VDL SB250 (anteriormente conhecido como DAF SB250) é um ônibus urbano produzido pela construtora de ônibus neerlandesa VDL Bus Chassis. Ele foi projetado especificamente para o mercado europeu continental e foi lançado em 1997.
Assim como o seu concorrente, o Volvo B7L, o motor é montado no lado esquerdo da suspensão traseira, mas o radiador é montado no teto.
Em 2004, foi lançada uma nova versão do SB250 com o nome oficial de SB250 +. O desenho recebeu uma série de modificações, incluindo a utilização da suspensão dianteira independente.